# Liste der Naturschutzgebiete in Krefeld
Die Liste der Naturschutzgebiete in Krefeld enthält die Naturschutzgebiete der kreisfreien Stadt Krefeld in Nordrhein-Westfalen.

## Liste
| Schlüsselnr. | Gebietsname                                                     | Fläche in ha | Bild |
| ------------ | --------------------------------------------------------------- | ------------ | --- |
| KR-001       | Latumer Bruch                                                   | 182,9326     | weitere Bilder |
| KR-002       | Waldwinkelkuhle (siehe Niep (Altrheinrinne)#Naturschutzgebiete) | 11,1523      | Bild gesucht Die Wikipedia wünscht sich an dieser Stelle ein Bild vom Ort mit diesen Koordinaten 51.40432 6.534719 . Motiv: Naturschutzgebiet Waldwinkelkuhle Falls du dabei helfen möchtest, erklärt die Anleitung , wie das geht. BW |
| KR-003       | Die Spey (KR)                                                   | 37,5530      | weitere Bilder |
| KR-004       | Egelsberg                                                       | 68,9128      | NSG Egelsberg |
| KR-006       | Hülser Bruch                                                    | 422,1243     | weitere Bilder |
| KR-007       | Orbroich                                                        | 99,6726      | weitere Bilder |
| KR-008       | Niepkuhlen (siehe Niep (Altrheinrinne)#Naturschutzgebiete)      | 32,0030      | weitere Bilder |
| KR-009       | Riethbenden (siehe Niep (Altrheinrinne)#Naturschutzgebiete)     | 24,9031      | weitere Bilder |
| KR-010       | Flöthbach                                                       | 48,2864      | weitere Bilder |